# تورو (بایه دل کائوکا)
تورو (انگلیسی: Toro, Valle del Cauca) نام شهری در کشور کلمبیا است.